# Öststrandlöpare
Öststrandlöpare (Bembidion azurescens) är en skalbaggsart som först beskrevs av Dalla Torre 1877.  Öststrandlöpare ingår i släktet Bembidion, och familjen jordlöpare. Arten förekommer tillfälligt i Sverige, men reproducerar sig inte.